# Relaciones Armenia-Estados Unidos
Las relaciones Armenia-Estados Unidos son las relaciones diplomáticas entre Armenia y Estados Unidos.
La disolución de la Unión Soviética en diciembre de 1991 puso fin a la Guerra Fría y creó la oportunidad para relaciones bilaterales con los Nuevos Estados independientes (NIS) ya que comenzaron una transformación política y económica. Los Estados Unidos reconocieron la independencia de Armenia el 25 de diciembre de 1991 y abrieron una embajada en la ciudad capital de Armenia, Ereván en febrero de 1992.
Estados Unidos ha realizado un esfuerzo concertado para ayudar a Armenia y otros NEI durante su difícil transición de autoritarismo y economía planificada a democracia y mercado abierto. La piedra angular de esta asociación continua ha sido la Libertad para Rusia y las Democracias y Mercados Abiertos Eurasiáticos Emergentes, Ley de Apoyo, promulgada en octubre de 1992. Bajo este y otros programas, los Estados Unidos hasta la fecha han proporcionó casi $ 2 mil millones en asistencia humanitaria y técnica para Armenia.
El 27 de marzo de 2006, Armenia firmó un Acuerdo del Desafío del Milenio con los Estados Unidos; El acuerdo entró en vigencia el 29 de septiembre de 2006. Siempre que el gobierno armenio avance en el cumplimiento de criterios de desempeño de políticas mutuamente acordados (corrupción, sentencia e inversión en las personas), el acuerdo proporcionará $ 235 millones a Armenia durante cinco años para reducir Pobreza rural mediante la mejora de caminos rurales y redes de riego. En 2012 o 2013, los Estados Unidos y Armenia planean realizar sus primeros ejercicios militares conjuntos, durante los cuales los soldados armenios serán entrenados para sus actuales operaciones multinacionales de mantenimiento de la paz.
De acuerdo con el Informe de liderazgo global de los EE. UU. de 2016, el 42% de los armenios aprueba el liderazgo de los EE. UU., con un 31% de desaprobación y un 27% de incertidumbre.

## Relaciones económicas Estados Unidos-Armenia.

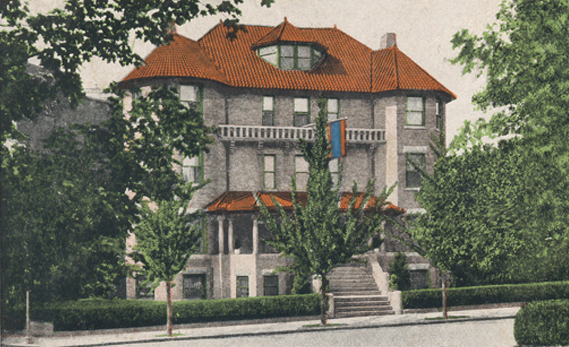
Embajada de la República de Armenia en Washington en 1918.

En 1992, Armenia firmó tres acuerdos con los Estados Unidos que afectan el comercio entre los dos países. Los acuerdos fueron ratificados por la Asamblea Nacional de Armenia en septiembre de 1995 y entraron en vigor a principios de 1996. Incluyen un "Acuerdo sobre relaciones comerciales", un "Acuerdo de incentivo a la inversión" y un tratado sobre el "Fomento recíproco". y "Protección de la inversión" (generalmente conocida como Tratado de Inversión Bilateral, o TBI). Armenia no tiene un tratado bilateral con los Estados Unidos. La Ley de Inversión Extranjera de 1994 regula todas las inversiones directas en Armenia, incluidas las de los Estados Unidos.
Aproximadamente 70 firmas de propiedad estadounidense actualmente hacen negocios en Armenia, incluyendo Dell, Microsoft, y IBM. Entre los principales proyectos de inversión estadounidenses recientes se incluyen el Hotel Armenia/Marriott; el Hotel Ani Plaza; Tufenkian Holdings (producción de alfombras y muebles, hoteles y construcción); varias subsidiarias de empresas de tecnología de la información con sede en los EE. UU., incluida Viasphere Technopark, una incubadora de TI; Sinopsis; una planta embotelladora de propiedad griega Coca-Cola; instalaciones de joyería y producción textil; varias empresas mineras de cobre y [molibdeno]; y la Compañía Internacional de la Construcción de Hovnan.

### Agencias financiadas por el gobierno de los Estados Unidos que participan en instituciones económicas armenias
Los EE. UU. Siguen colaborando estrechamente con instituciones financieras internacionales como el Fondo Monetario Internacional y el Banco Mundial para ayudar a Armenia en su transición a una economía de libre mercado. Armenia se ha embarcado en un ambicioso programa de reforma, que ha dado como resultado un crecimiento de dos dígitos PIB durante los últimos 6 años. Programas de asistencia económica de los EE. UU., Principalmente bajo la administración de la Agencia de los Estados Unidos para el Desarrollo Internacional (USAID), tiene tres objetivos: promover el crecimiento económico sostenible del sector privado, fortalecer los sistemas gubernamentales no ejecutivos y la sociedad civil para construir una democracia más sólida y asegurar una transición sin problemas hacia atención primaria de salud  y la racionalización de los sistemas de apoyo social del gobierno. Otros organismos, incluidos los Departamentos de Estado, Agricultura, Hacienda, Defensa, Comercio, Energía, Justicia y Cuerpo de Paz patrocinan diversos proyectos de asistencia. La Fuerza de Tarea Estados Unidos-Armenia, establecida en 2000, es una comisión bilateral que se reúne cada 6 meses para revisar el progreso y los objetivos de la asistencia de los Estados Unidos a Armenia. La última reunión se llevó a cabo en Washington D. C., en octubre de 2007.
Los programas específicos de USAID se centran en la competitividad del sector privado y el desarrollo de la fuerza laboral en industrias seleccionadas, incluyendo tecnología de la información y turismo; desarrollo del sector financiero y las autoridades fiscales para lograr un entorno propicio para las empresas; y reformas que promuevan el uso eficiente y seguro de la energía y el agua; programas de democracia y buen gobierno, incluida la promoción de una sociedad civil bien informada y activa, apoyo a descentralización de la autoridad, el sector de la justicia independiente y el parlamento para asegurar la separación de poderes; la reforma del sector social, incluida la administración de prestaciones y servicios públicos para las poblaciones vulnerables; reforma del sector de la salud, incluida la mejora de los servicios de atención primaria de salud (APS) con énfasis en la atención preventiva; el fortalecimiento de la atención médica reproductiva, materna e infantil en todo el país para garantizar el acceso a servicios de APS de calidad en las zonas rurales; programas de educación pública; y capacitación para proveedores de APS.
La Iniciativa de Desarrollo Agrícola del Cáucaso del Departamento de Agricultura (USDA) brinda asistencia técnica y de mercadotecnia dirigida y sostenida a pequeños y medianos negocios agrícolas, asociaciones de mercadotecnia de agricultores y el Gobierno de Armenia. El objetivo del USDA es mantener la productividad del sector agrícola mediante la expansión del acceso a los mercados y el crédito, el aumento de la eficiencia y la modernización de los sistemas agrícolas. Las áreas de asistencia prioritaria del USDA son crédito agrícola, inocuidad de los alimentos y salud animal, apoyo al sector privado armenio a través de la TARJETA ONG. Además, como componente de capacitación de los proyectos del USDA en Armenia, el Programa de Becas Cochran del Departamento de Agricultura de los EE. UU. Ofrece capacitación a los agricultores armenios en los Estados Unidos.

## Asistencia humanitaria de Estados Unidos

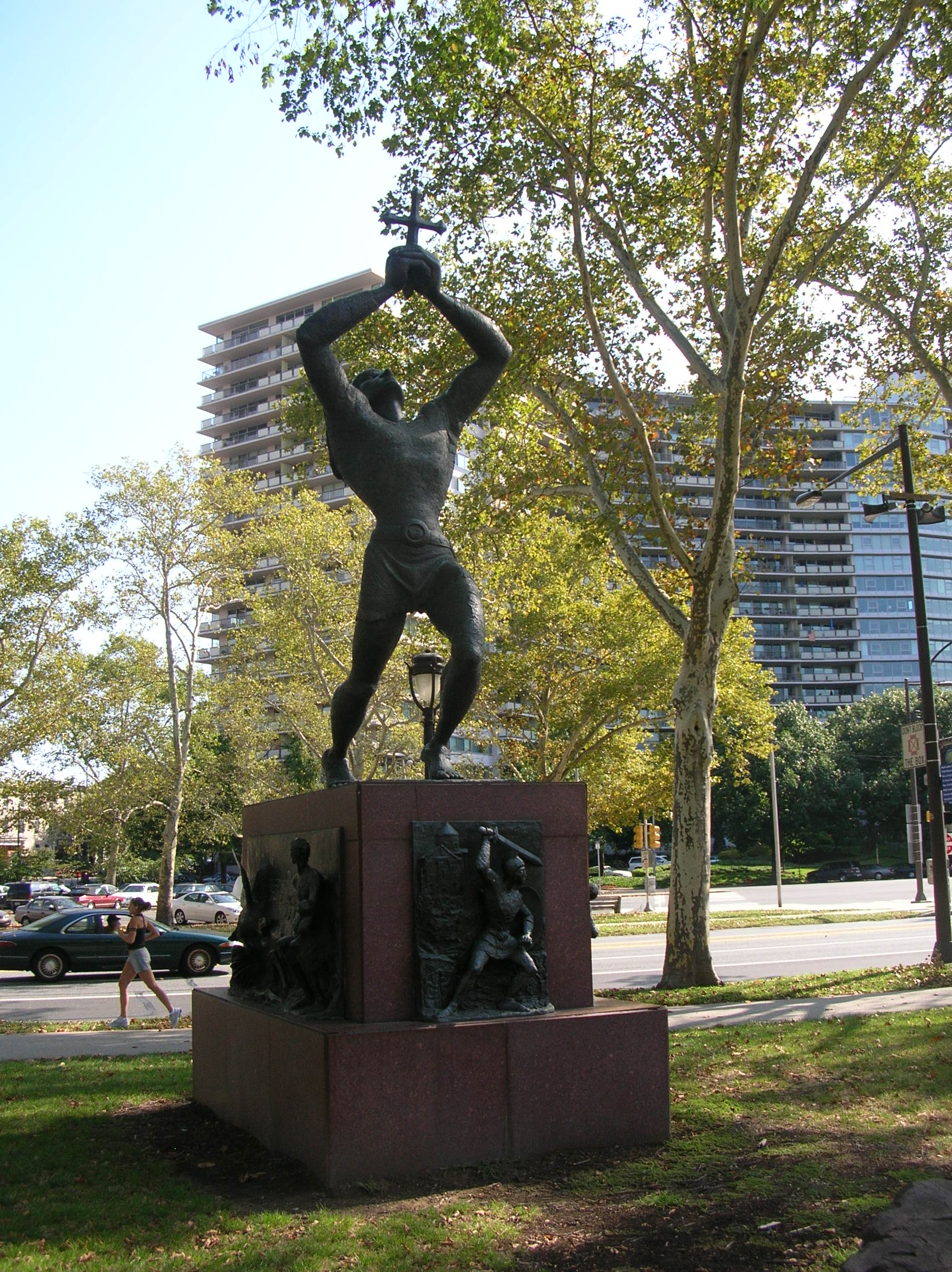
Monumento al genocidio armenio en Filadelfia.

Antes de que Armenia se convirtiera en un país independiente, Estados Unidos fue uno de los 74 países que respondieron enviando ayuda a los armenios que habían perdido sus hogares y vivían en refugios temporales. A través de su ayuda, los EE. UU. lograron dar viviendas permanentes a unas 30,000 víctimas y despejaron a los residentes desplazados de más de 100 edificios.
En los últimos 16 años, los EE. UU. Han proporcionado casi 2.000 millones de dólares en asistencia a Armenia, la cantidad per cápita más alta en el NIS. la ayuda humanitaria originalmente representó hasta el 85% de este total, lo que refleja la parálisis económica causada por las fronteras cerradas con Turquía y Azerbaiyán relacionada con el conflicto de Nagorno-Karabaj, destrucción en el norte de Armenia a partir de la devastadora 1988 El terremoto y el cierre de la mayoría de las fábricas del país.
A medida que las condiciones en Armenia han mejorado con la estabilización de la economía y el aumento de la producción de energía, incluida la reanudación de la Central nuclear de Armenia cerca de la capital. Los programas de asistencia estadounidenses han progresado desde las prioridades humanitarias hasta los objetivos de desarrollo a más largo plazo.
El 25 de mayo de 2017, el  ANCA emitió una declaración en contra del presupuesto de Donald Trump, que reduciría el 69.6% de la ayuda a Armenia. La ANCA declaró: "Estamos preocupados por la propuesta mal aconsejada y mal orientada de Trump para reducir la ayuda a Armenia".

## Participación de una agencia financiada por el gobierno de los Estados Unidos en la política y los medios de comunicación armenios
Se han brindado asistencia técnica y programas de capacitación en administración municipal, relaciones intergubernamentales,  asuntos públicos, política exterior, capacitación diplomática, estado de derecho y desarrollo de una constitución. Los programas específicos tienen como objetivo promover elecciones que cumplan con los estándares internacionales, fortalecer los partidos políticos y promover el establecimiento de un poder judicial independiente medios de comunicación. Esto incluye el financiamiento para programas que apoyan a las organizaciones de la sociedad civil, el desarrollo de capacidades locales (ONG), el desarrollo profesional de la Asamblea Nacional y la gobernanza local y comunitaria.
Los programas de intercambio educativo del Departamento de Estado y la USAID dicen que juegan un papel importante en el apoyo a las reformas democráticas y de libre mercado. También se brindó asistencia en la traducción y publicación de información impresa. Programas de intercambio en los EE. UU. Para abogados, jueces, miembros de partidos políticos, empresarios, funcionarios gubernamentales, activistas de ONG, periodistas y otras figuras públicas armenias que se centran en una variedad de temas, incluido el sistema político y judicial estadounidense, la privatización y sectores empresariales específicos. , los medios de comunicación y la sociedad civil. El Departamento de Estado ha financiado un proyecto en curso para proporcionar conectividad a Internet a escuelas en varios niveles en todo el país; estos centros ofrecen oportunidades educativas y de construcción de la comunidad.
USAID ha financiado grupos internacionales y nacionales para monitorear las elecciones nacionales. USAID también ha financiado programas para educar a los votantes y para fortalecer el papel de una variedad de organizaciones cívicas en el proceso democrático.

## Descontento de Estados Unidos sobre los envíos de armas armenias a Irán
Las filtraciones de cables diplomáticos de 2010 reveladas por WikiLeaks revelaron descontento de las administraciones de los Estados Unidos con respecto a los envíos de armas de Armenia a Irán a pesar de los impulsos del Gobierno Federal de los Estados Unidos para aplicar su política de [contención] a Irán. A fines de 2008, los diplomáticos estadounidenses llegaron a la conclusión de que el gobierno de Armenia había estado suministrando a Irán cohetes y ametralladoras en 2003, que posteriormente se utilizaron contra las tropas estadounidenses en Irak.
Pero las acusaciones, por parte del gobierno de Bush, de que Irán suministró armas a los combatientes en Irak nunca se han probado. Funcionarios de Estados Unidos incluso se retractaron de estas afirmaciones.
Como resultado, el Subsecretario de Estado en ese momento John D. Negroponte escribió una carta al Presidente de Armenia, Serzh Sargsyan en diciembre de 2008, expresando "una profunda preocupación por la transferencia de armas de Armenia a Irán como resultado en la muerte y lesiones de soldados estadounidenses en Irak ". El cable indica que "en 2007, algunas de estas armas se recuperaron de dos ataques militantes chiítas en los que murió un soldado estadounidense y otros seis resultaron heridos en Irak". Un diplomático occidental familiarizado con el incidente dijo que Estados Unidos tenía múltiples flujos de inteligencia que conectaban los envíos de armas de Armenia a Irán con las muertes de soldados estadounidenses en 2007 en Irak. Cuando la Secretaria de Estado Condoleezza Rice confrontó al Presidente Sargsyan con esta información de inteligencia en 2008 al margen de la Asamblea General de los Estados Unidos, negó saber nada sobre el asunto. En una carta a Sargsyan, el secretario Rice escribió: "Esa cooperación con Irán, un conocido patrocinador estatal del terrorismo y proveedor de armas a grupos terroristas y otros actores no estatales, es inaceptable", instruyendo a los diplomáticos estadounidenses a presionar al gobierno de Armenia para que Asumir la responsabilidad de la transferencia y amenazarla con sanciones. El secretario adjunto Fried, el subsecretario adjunto Bryza y luego el embajador Yovanovitch también expresaron su profunda preocupación por la transferencia de armas de Armenia a Irán, que resultó en la muerte y lesiones de soldados estadounidenses en Irak.
La inteligencia estadounidense reveló y documentó casi todos los detalles relacionados con el acuerdo de armas armenio. El hallazgo confirma que los RPG-22 cohetes antitanque fueron fabricados en el Vazovski Mashinostroitelni Zavodi y que las ametralladoras fueron fabricadas por el fabricante de armas búlgaro Arsenal. Tras la compra y posterior envío de las armas a Armenia, fueron enviadas inmediatamente a Irán. La transacción se realizó entre la compañía parcialmente estatal Zao Veber y Abbas Abdi Asjerd, un traficante de armas iraní. Se alega que las armas fueron pagadas por el gobierno iraní, pero el rastro del dinero se cubrió haciendo que pasara por un banco armenio.
Al expresar la frustración del gobierno de los Estados Unidos, Negroponte le escribió a Sargsyan: "A pesar de la estrecha relación entre nuestros países, ni la Administración ni el Congreso de los Estados Unidos pueden pasar por alto este caso ... El papel directo de los funcionarios armenios de alto nivel y el vínculo de Las armas para atacar a las fuerzas estadounidenses hacen que este caso sea único y altamente preocupante ... Por ley, la transferencia de estas armas nos obliga a considerar si existe una base para la imposición de sanciones estadounidenses. Si se imponen sanciones, las sanciones podrían incluir el corte de la asistencia estadounidense y ciertas restricciones a la exportación ".
El subsecretario señaló a Sargsyan que se enviará un equipo a Armenia para buscar un acuerdo por escrito de que Armenia tomará medidas para garantizar que no se convierta en una fuente de armas para Irán u otros estados o grupos de interés y que el equipo también presente información adicional que aclararía por qué Estados Unidos está convencido de que las transferencias se produjeron y que no es razonable que Sargsyan continúe con sus negaciones. Según Der Spiegel, debido a la transferencia de armas a Irán, Sargsyan tenía una responsabilidad parcial por matar o herir a soldados estadounidenses.
En una reunión celebrada el 14 de enero de 2009 con el entonces embajador de los Estados Unidos, Mahley con Sargsyan y el presidente de [Servicio de Seguridad Nacional (Armenia) | NSS], Gorik Hakobyan, el gobierno de Armenia presentó pruebas de armas compradas por Armenia. enviado a Irán y recuperado de los grupos insurgentes iraquíes respaldados por Irán que lucharon contra las tropas de Estados Unidos en Irak. El 31 de enero de 2008, Hakobyan intentó culpar a Bulgaria por desviar la responsabilidad de la participación de Armenia, pero el embajador Mahley presentó hechos que muestran la transferencia de armas y los números de serie de armas para matar a un soldado estadounidense en un ataque armado contra las tropas de los Estados Unidos. El personal militar de los Estados Unidos continuó recuperando armas del acuerdo de Sargsyan a manos de los insurgentes iraquíes. Un ejemplo fue la recuperación de un alijo de armas en Bagdad el 15 de febrero de 2008, que pertenecía a las Brigadas Hezbollah, un grupo militante iraquí respaldado por Irán. Entre las armas fabricadas principalmente por Irán en el asalto se encontraban seis armas búlgaras antitanque RPG-22, cuyo lote de producción y sus números de serie indicaron que fueron producidos por la empresa búlgara que vendió las armas a Armenia. Hallazgos similares se produjeron a mediados de marzo de 2008 en Bagdad, cuando se recuperaron dos tubos de lanzamiento del RPG-22 durante la emboscada de las tropas estadounidenses que causaron lesiones a los soldados estadounidenses. El lote y los números de serie emparejados y escritos a mano en ambos lanzadores fue el mensaje árabe "Alégrate - Resistencia Islámica de Irak - Brigadas Hizballah".
Sin embargo, en el curso de la investigación, los funcionarios armenios aceptaron las recomendaciones de los EE. UU. Con respecto a la seguridad en la frontera y visitas no anunciadas de expertos de los EE.

## Genocidio Armenio
Hace 100 años, Armenia sufrió un período de dos años de atrocidad masiva. Este período, también conocido como Genocidio armenio, causó más de 1,5 millones de muertes a manos de los turcos otomanos. El gobierno turco creó un plan para masacrar y deportar a ciudadanos armenios. Sin embargo, este tema es controvertido. Los Estados Unidos permanecen neutrales mientras reconocen la pérdida de vidas inocentes.
El presidente de los Estados Unidos, Joe Biden, declaró el 24 de abril de 2021 que reconocía el genocidio armenio.

## Relaciones comerciales
Tras la independencia de Armenia de la Unión Soviética en 1992, los Estados Unidos establecieron relaciones diplomáticas con el país. Estados Unidos apoya a Armenia en muchos de sus esfuerzos, como una solución pacífica al conflicto de Nagorno-Karabaj, reabrir las fronteras cerradas con Azerbaiyán y Turquía y promover la prosperidad regional. Los Estados Unidos tienen muchos acuerdos comerciales con Armenia, como el acuerdo marco de comercio e inversión (TIFA), y un acuerdo sobre relaciones comerciales y un tratado de inversión bilateral (BAT). EE. UU. y Armenia se reúnen con frecuencia sobre el grupo de trabajo económico conjunto de Estados Unidos y Armenia (USATF, por sus siglas en inglés) para discutir las preocupaciones económicas y gubernamentales mutuas.

## Funcionarios principales de la embajada de los Estados Unidos
- Embajador de Estados Unidos a Armenia - Richard M. Mills, Jr.
- Encargado de negocios a.i. Joseph pennington
- Jefe político / económico
- Coordinador de Asistencia—
- Funcionario consular
- Oficial de Gestión — Robert Frazier
- Oficial de Seguridad Regional — Gordon Goetz
- Director de Proyectos de Asistencia de Mercadotecnia del USDA — Sean Carmody
- Director de USAID
- Oficial de Asuntos Públicos — Thomas Mittnacht

## Funcionarios de Armenia
- Tatoul Markarian - Exembajador de Armenia en Estados Unidos.
- Tigran Sargsyan - Ex Embajador de Armenia en Estados Unidos.
- Grigor Hovhannissian - Embajador actual de Armenia en Estados Unidos.

## Misiones diplomáticas residentes
- Armenia tiene una embajada en Washington D. C. y un consulado-general en Los Ángeles.
- Estados Unidos tiene una embajada en Ereván.

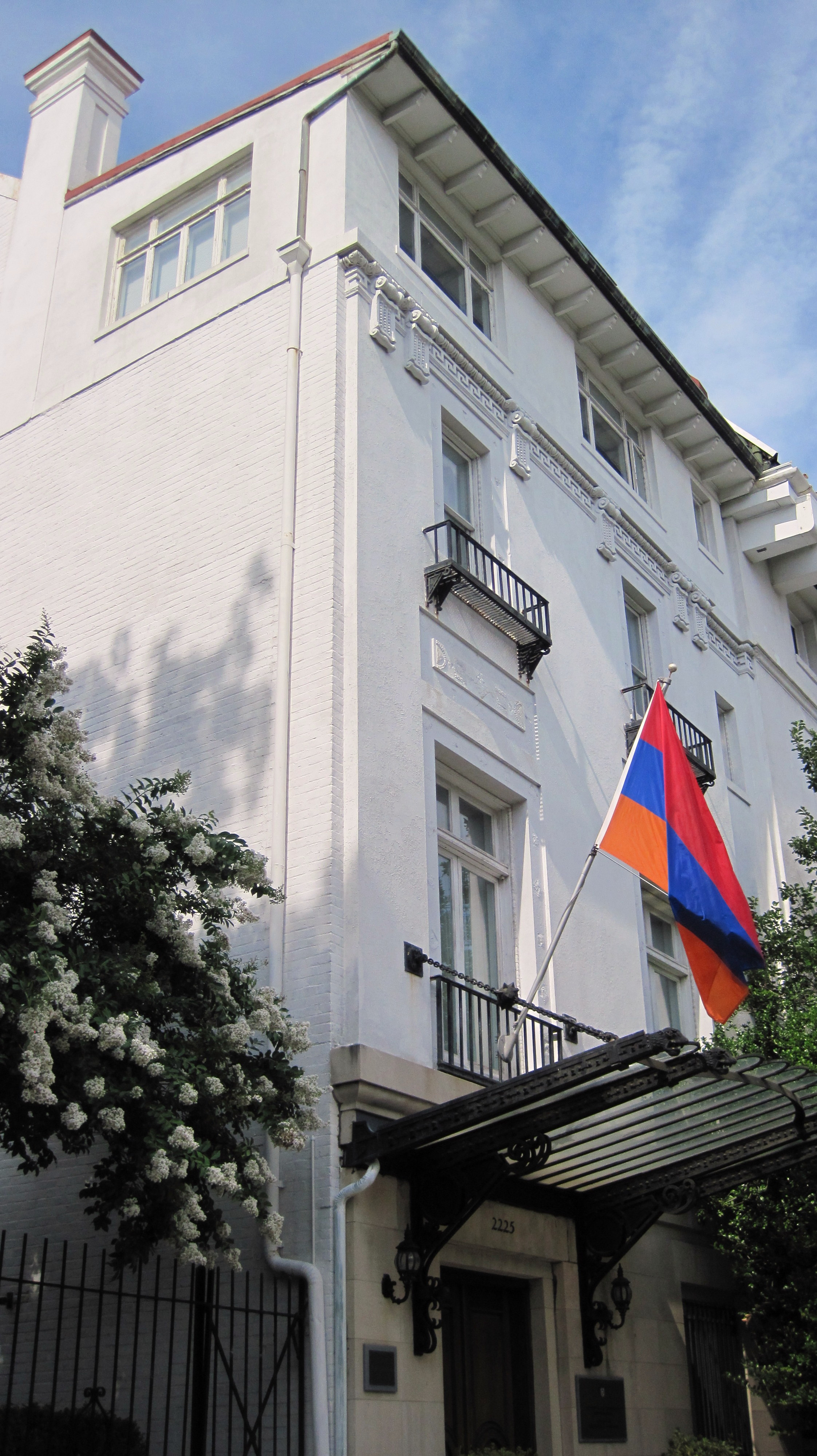
Embajada de Armenia en Washington, D.C.
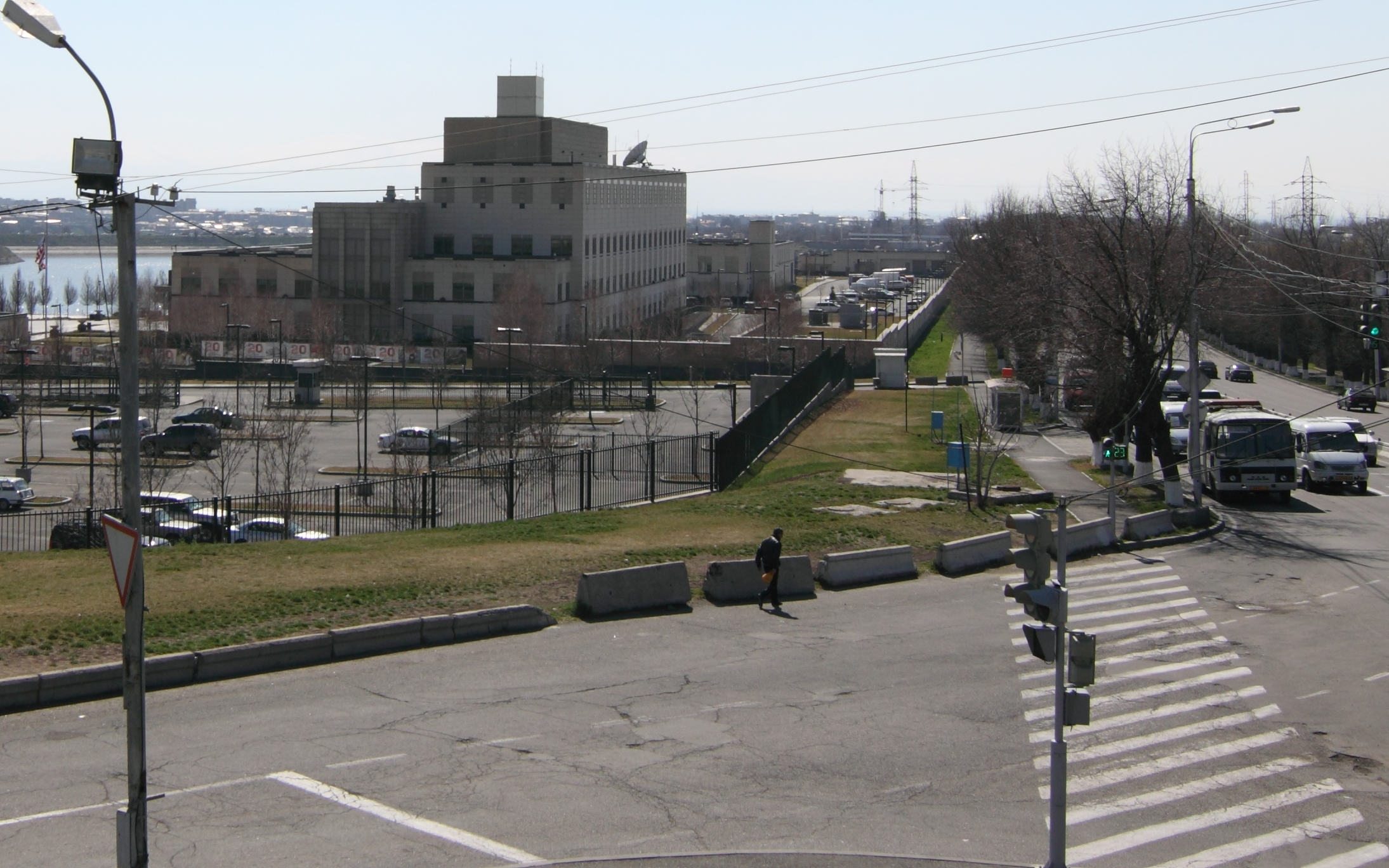
Embajada de los Estados Unidos en Ereván.